# Noah Oppenheim
Pour les articles homonymes, voir Oppenheim.
Noah Oppenheim (né en 1978) est un écrivain, producteur de télévision et président de NBC News américain,. Oppenheim a été le responsable du Today Show de NBC, responsable du développement chez Reveille et producteur senior du Today Show de NBC, où il supervise les 7 h à 8 h de la diffusion. Il est accusé par Ronan Farrow d'avoir dissimulé les faits de l'affaire Harvey Weinstein. 

## Enfance et formation
Oppenheim est né dans une famille juive et obtient une licence avec mention bien à l’Université de Harvard en 2000, où il devient président du conseil de rédaction du Harvard Crimson de 1996 à 2000. Il fréquente l'école Gregory à Tucson, en Arizona. Oppenheim est éditeur et rédacteur pour le journal de l'école, le chant grégorien. 

## Carrière
Oppenheim remporte le prix du meilleur scénario au 73e Festival international du film de Venise pour Jackie. 
Oppenheim écrit le scénario de l'adaptation cinématographique du roman de science fiction dystopique de James Dashner pour jeunes adultes Le Labyrinthe. Il écrit également le scénario de Divergent 3 : Au-delà du mur, le premier film de la franchise Divergent. Oppenheim est également co-auteur avec David Kidder de la série de livres La dévotion intellectuelle  chez Rodale Press. L'un des volumes est 8e sur la liste des best-sellers politiques du New York Times en novembre 2007 . 
Avant le Today Show, de la NBC, Oppenheim co-crée l'émission Mad Money sur CNBC avec Jim Cramer et est producteur exécutif de Scarborough Countries et producteur senior de Hardball with Chris Matthews. À NBC News, Oppenheim couvre les élections présidentielles, les attentats du 11 septembre, les guerres en Afghanistan et en Irak. 
En janvier 2015, Oppenheim est nommé vice-président senior et prend le contrôle du Today Show dont il avait été producteur principal de 2005 à 2008. 
Oppenheim est nommé président de NBC News en février 2017.

## Polémique
En tant que président de NBC News, Oppenheim est accusé par le journaliste d'investigation Ronan Farrow d'avoir délibérément ignoré ses informations faisant état d'allégations d'agressions sexuelles par Harvey Weinstein et d'avoir refusé de permettre à NBC News de couvrir ces faits en 2017. Oppenheim nie l'affirmation de Farrow et déclare que la raison pour laquelle NBC News a choisi de ne pas faire de reportage était que les preuves disponibles ne respectaient pas les normes journalistiques de la société. Farrow a également annoncé que NBC News avait embauché un contributeur de la Wikipédia anglophone pour supprimer les références au rôle de NBC dans l'affaire Weinstein de plusieurs articles de Wikipédia, dont celui d'Oppenheim,,.

## Filmographie

### Scénariste
- 2002 : Pure
- 2014 : Le Labyrinthe
- 2016 : Divergente 3 : Au-delà du mur
- 2016 : Jackie
- 2025 : A House of Dynamite de Kathryn Bigelow
- 2025 : Zero Day (créateur et scénariste)

### Producteur
- 2001-2002 : Hardball with Chris Matthews
- 2005-2008 : Today
- 2010 : Breakthrough with Tony Robbins
- 2010 : Losing It with Jillian
- 2010 : Crash Test
- 2010 : The Buried Life
- 2021 : Memory Box: Echoes of 911
- 2022 : The Thing About Pam
- 2022 : Model America
- 2023 : The Disappearance of Shere Hite
- 2023 : Leguizamo Does America
- 2023 : Every Body
- 2023 : Oppenheimer, l'homme et la bombe
- 2024 : The Debutantes
- 2024 : Separated
- 2024 : My Generation
- 2025 : Zero Day
- 2025 : A House of Dynamite de Kathryn Bigelow